# Brezje pri Dobrovi
Brezje pri Dobrovi (Duits: Pirk) is een plaats in Slovenië en maakt deel uit van de gemeente Dobrova-Polhov Gradec in de NUTS-3-regio Osrednjeslovenska. De plaats telde 459 inwoners op 1 januari 2020.

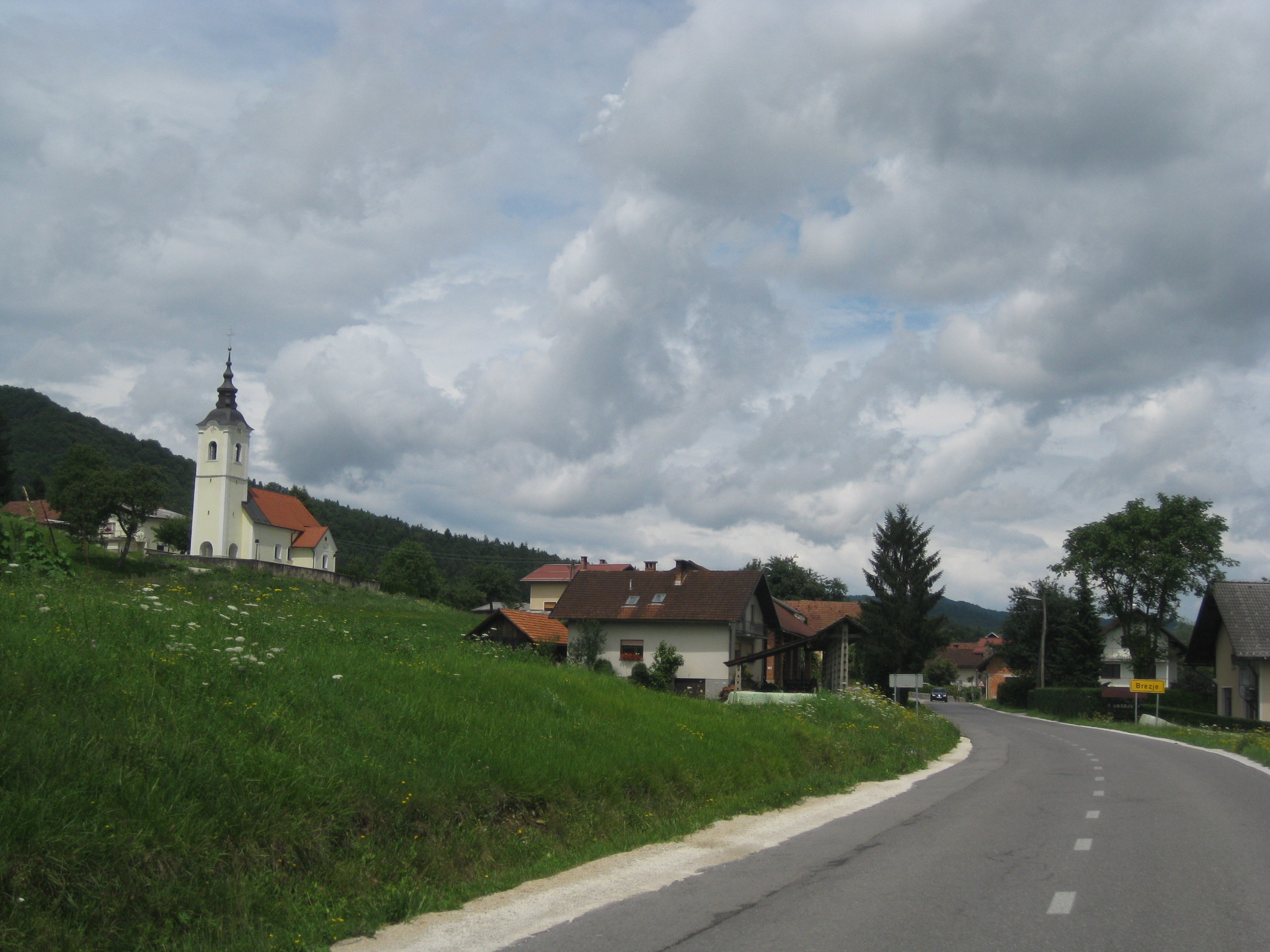
Dorpsaanzicht